# Thomas Bérard
Thomas Bérard (overleden: 1273) was de 20ste grootmeester van de Orde van de Tempeliers. Hij volgde in 1256 Reinoud de Vichiers op en bekleedde het ambt tot zijn dood.
Bérard schreef enkele brieven aan Hendrik III van Engeland om hem te berichtten over de miserabele situatie van het Heilige Land. Hij kreeg het wel voor elkaar om de drie militaire ordes op één lijn te krijgen, de Hospitaliers geleid door Hugues de Revel en de Duitse Orde van Hanno van Sangershausen. Maar de Islamitische opmars was niet meer te stuiten. In 1266 viel de Tempeliersvesting Safed. Daarna vielen vele steden en burchten in de handen van de Islamieten. Bérard stierf in 1273 en werd opgevolgd door Willem van Beaujeu.

## Trivia
- Bérard komt voor in het boek Ridder van de Tempeliers door Robyn Young